# Wilmore (Kentucky)
Pour les articles homonymes, voir Wilmore.
La ville de Wilmore est située dans le comté de Jessamine, dans l’État du Kentucky, aux États-Unis. Sa population s’élevait à 5 920 habitants lors du recensement de 2010, estimée à 6 312 habitants en 2016.

## Événements à Wilmore
Wilmore est le lieu  d'implantation de l'Université d'Asbury, une université chrétienne privée d'arts libéraux affiliée au mouvement de sanctification (qui fait partie de la mouvance méthodiste). Au cours de son histoire, cette université a connu plusieurs réveils : 1905, 1908, 1921, 1950, 1958, 1970, 1992 et 2006,. Le réveil de 1970 a eu des effets culturels de grande envergure et reste au cœur de la construction de l'identité spirituelle d'Asbury. Le dernier réveil en date a eu lieu en février 2023 et a fait venir à Asbury, pendant les 16 jours de ce réveil, de 50 000 à 70 000 visiteurs venant de plus de 200 établissements universitaires de plusieurs pays,.

## Source
- (en) Cet article est partiellement ou en totalité issu de l’article de Wikipédia en anglais intitulé « Wilmore, Kentucky » (voir la liste des auteurs).